# SC Preußen 09 Danzig
SC Preußen 09 Danzig was een Duitse voetbalclub uit de stad Danzig, dat na de Tweede Wereldoorlog door Polen werd ingelijfd en nu Gdańsk heet.

## Geschiedenis
De club werd in 1909 opgericht als Turn und Fechtverein Preußen Danzig. De club speelde in 1911 voor het eerst in de hoogste klasse van de Bezirksliga Danzig, de hoogste divisie. In deze jaren werd deze competitie nog geregeerd door BuEV Danzig en SV Ostmark Danzig. 
In 1921 doorbrak de club de hegemonie van BuEV en werd met 15 punten op 16 kampioen en plaatste zich zo voor de Baltische eindronde met VfB Königsberg en Stettiner SC. De club verloor beide wedstrijden, maar na een protest van de club werd de wedstrijd tegen Königsberg, die met 3-1 verloren werd, herspeeld. In de replay werd het 0-0 waardoor Stettin Baltisch kampioen werd en zich plaatste voor de eindronde om de Duitse landstitel. VfB protesteerde hierop weer waardoor de eerste uitslag van 3-1 hersteld werd. VfB kreeg de titel wel toegewezen, maar Stettin had inmiddels wel aan de eindronde meegedaan.
Twee jaar later werd de club opnieuw kampioen van Danzig en werd nu tweede in de eindronde achter VfB Königsberg. Het volgende seizoen werden er in de eindronde ook terugwedstrijden gespeeld en de club kon één wedstrijd winnen tegen Stettiner SC, maar verloor beide wedstrijden van VfB Königsberg. De volgende jaren deelden SV Neufahrwasser, SV Schutzpolizei Danzig en Danziger SC de lakens uit en kon de club zich niet meer plaatsten voor de Baltische eindronde. In 1929 degradeerde de club zelfs. Dat jaar veranderde naam ook in SC Preußen Danzig. 
Na één jaar kon de club terugkeren, inmiddels was de competitie van Danzig overgeheveld naar de Grensmarkse competitie. De stadsliga bleef bestaan, maar in de eindronde werden de deelnemers voor de Baltiche eindronde geplaatst. In 1932 plaatste de club zich voor de eindronde, maar kon niet doorstoten naar de Baltische eindronde. In 1933 werd de club vicekampioen van Grensmark en werd dan derde in de Baltische eindronde achter SV Prussia-Samland Königsberg en Hindenburg Allenstein.
Na dit seizoen werd de Gauliga ingevoerd als hoogste klasse in het Derde Rijk. Preußen speelde in de Gauliga Ostpreußen, die in twee reeksen verdeeld was. De club werd groepswinnaar en won de finale tegen Hindenburg Allenstein en plaatste zich zo voor de nationale eindronde. De zestien kampioenen van de Gauliga werden in vier groepen van vier verdeeld en de club zat bij Berliner TuFC Viktoria 89, Beuthener SuSV en Viktoria Stolp. Enkel tegen Stolp kon thuis gelijk gespeeld worden, alle andere wedstrijden werden verloren.
Na een middelmatig seizoen werd de Gauliga in 1935 alweer geherstructureerd. De clubs van de Gauliga werden samen met de tweedeklassers samen gezet in vier groepen, waarvan de top twee zich plaatste voor de eigenlijke Gauliga. De club werd kampioen van de Gau Danzig, maar werd laatste in de eindronde. Ook het volgende seizoen werd de club laatste en verloor nu zelfs alle zes de wedstrijden. In 1938 werd de club slechts vijfde. Omdat het volgende seizoen een Gauliga van één reeks met tien clubs werd ingevoerd moest de club het volgende seizoen in de Bezirksklasse spelen. Daar werd de club kampioen van Danzig en kon via de eindronde promotie afdwingen. 
Het volgenge seizoen werd vanwege de strenge winter niet voltooid. Slechts enkele clubs speelden zes wedstrijden en de club werd tweede achter VfB Königsberg. Na dit seizoen verkaste de club naar de Gauliga Danzig-Westpreußen, toen West-Pruisen weer bij Duitsland kwam. Preußen werd autoritair kampioen en won alle wedstrijden. In de Duitse eindronde werd de club in een groep met Vorwärts-RaSpo Gleiwitz en Luftwaffen-SV Stettin ingedeeld en werd laatste.
In de volgende seizoenen waren de resultaten maar middelmatig. Na het einde van de Tweede Wereldoorlog werd Danzig Pools grondgebied en alle Duitse voetbalclubs werden ontbonden.

## Erelijst
Bezirksliga Danzig
1921, 1923, 1924
Gauliga Ostpreußen
1934
Gauliga Danzig-Westpreußen
1941